# Virginia (Mercadante)
Virginia è un'opera di Saverio Mercadante su libretto di Salvatore Cammarano. Fu rappresentata per la prima volta al Teatro San Carlo di Napoli il 7 aprile 1866.
Gli interpreti della prima rappresentazione furono:
| Personaggio   | Interprete                 |
| ------------- | -------------------------- |
| Virginio      | Marco Arati                |
| Virginia      | Marcella Lotti della Santa |
| Appio Claudio | Filippo Morelli-Ponti      |
| Icilio        | Raffaele Mirate            |
| Marco         | Giorgio Stigelli           |
| Tullia        | Adelaide Morelli           |
| Valerio       | Giuseppe Menni             |

Il direttore era Nicola De Giosa; la scenografia era di Vincenzo Fico.
L'opera fu inizialmente scritta per essere rappresentata al Teatro San Carlo di Napoli nel 1850, ma il soggetto venne contestato dalla censura del governo borbonico e la messa in scena venne definitivamente vietata. Tale decisione fu oggetto di polemiche, non solo in Italia, ma in tutta Europa. Dopo la caduta del Regno delle Due Sicilie nel 1861, il divieto sull'opera però non aveva più motivo di esistere. Il lavoro ebbe finalmente la sua première il 7 aprile 1866 al Teatro San Carlo. Anche se non fu l'ultima opera composta da Mercadante, fu l'ultima a essere messa in scena. Virginia è stata raramente eseguita dopo il suo debutto, ma nel 2009 è apparsa una registrazione di questo lavoro per l'etichetta Opera Rara.

## La storia della composizione
Mercadante inizialmente suggerì Virginia come soggetto di un'opera al Teatro La Fenice nel 1839, ma l'idea venne respinta. Dopo il successo trionfale della sua opera del 1846 Orazi e Curiazi a Napoli, Mercadante venne invitato a visitare i territori austriaci di Venezia, Trieste, Milano e a condurvi esecuzioni di sue opere. Lasciò Napoli per iniziare il tour nel mese di agosto del 1847, e, dopo il successo ottenuto a Milano, gli venne chiesto dal Teatro alla Scala di comporre una nuova opera, La schiava saracena. Tale opera avrebbe dovuto avere la première nel mese di gennaio del 1848, ma i moti rivoluzionari iniziati il 5 di quel mese fecero cambiare il programma e accorciare il tour di Mercadante.
Mercadante tornò a Napoli nel marzo del 1848 in seguito all'attività rivoluzionaria in quella città, a Salerno, nel Cilento e nella regione, che aveva costretto Ferdinando II delle Due Sicilie a concedere una costituzione modellata sulla Carta francese del 1830, il 29 gennaio 1848. Nacque tuttavia una controversia sul giuramento che si sarebbe dovuto tenere; poiché non si riuscì a raggiungere un accordo e il re si rifiutò di scendere a compromessi, gli scontri per le strade continuarono. Alla fine, il re ordinò all'esercito di intervenire e sciolse il parlamento nazionale il 13 marzo 1849. Anche se la costituzione non venne mai formalmente abrogata, il re tornò a regnare come un monarca assoluto.
Deplorando il quadro degli eventi nel suo paese, Mercadante scelse la Virginia di Alfieri come un mezzo per esprimere la sua critica alla soppressione della Costituzione. La storia di Alfieri, ambientata nell'antica Roma, racconta infatti la storia di una rivolta popolare, istigata dal tragico suicidio della protagonista, che porta alla fondazione della Repubblica Romana. Mercadante chiese a Cammarano, con il quale aveva già spesso collaborato, di scrivere il libretto dell'opera. Cammarano accettò consegnando a Mercadante il libretto completo alla fine del 1849. Mercadante iniziò a comporre l'opera nel mese di dicembre del 1849, terminando nel marzo del 1850.
La prima di Virginia era prevista al Teatro San Carlo nel marzo 1850. Tuttavia, il re Ferdinando II, a cui era arrivata la notizia della prossima rappresentazione, vietò lai produzione dell'opera, anche se li ibretto di Cammarano aaveva accuratamente evitato eventuali possibili implicazioni politiche negative. La censura dell'opera suscitò molto disprezzo nei confronti di Ferdinando in tutta Europa. Nel tentativo di placare la protesta, si offrì il compromesso di ambientare l'opera in Egitto anziché in Italia, ma Mercadante rifiutò. Al posto della Virginia, si ebbe la prima rappresentazione della Medea, il 1º marzo 1851.
Nel 1852, probabilmente soprattutto nel tentativo di migliorare l'immagine pubblica dello Stato, Ferdinando nominò Mercadante ispettore delle bande militari reali, incarico che portò alla commissione di diverse composizioni per questi gruppi musicali (Fantasia sull'inno Russo; Fantasia sull'inno borbonico). Tuttavia, Ferdinando non revocò mai il divieto all'opera, e non lo fece nemmeno il suo successore Francesco II.
Nel 1861 il Regno delle Due Sicilie fu conquistato dalla spedizione dei Mille di Giuseppe Garibaldi. Anche se i membri della deposta Casa Reale sopravvissero, non ebbero più alcun potere, il che permise a Mercadante di presentare la sua opera. Il lavoro venne finalmente rappresentato a Napoli il 7 aprile 1866. La prima serata fu molto discussa, ma alla seconda rappresentazione l'opera fu accolta trionfalmente.

## Storia delle rappresentazioni
Anche se le reazioni a quest'opera di Mercadante furono positive, il lavoro non è riuscito a conquistare un posto significativo nel repertorio operistico. Produzioni successive si ebbero a Roma (1872), Torino (1877) e di nuovo a Napoli (1901), ma per il resto Virginia rimase in gran parte ignorata.
Dopo 75 anni di assenza, l'opera venne ripresa per la sua première nel Regno Unito il 27 novembre 1976 al Whitla Hall per il Queen's University Festival a Belfast, in Irlanda del Nord. Il cast includeva Janet Price come Virginia, Christian du Plessis come Virginio, Bonaventura Bottone come Appio, Maurice Arthur come Icilio; il Coro del Northern Ireland Opera Trust e l'Orchestra dell'Ulster erano diretti da James Judd. Di quella rappresentazione fu fatta una registrazione pirata, di cui alcune copie fanno parte delle collezioni di un certo numero di biblioteche, tra cui la Public Library di Chicago.
Sulla scia della première nel Regno Unito, venne programmato un allestimento americano del lavoro con l'Orchestra dell'Opera di New York. Montserrat Caballé iniziò a preparare il ruolo di protagonista nel 1977, per la prima prevista alla Carnegie Hall di New York il 29 marzo 1978. Tuttavia, Caballé si ammalò poco prima dello spettacolo, e la produzione venne annullata, per non essere più riprogrammata. Dalla produzione inglese del 1976, Virginia non venne più ripresa fino al 2010, quando apparve al Wexford Festival Opera con il soprano Angela Meade nel ruolo del titolo. Nel 2009 Opera Rara rilasciato la prima registrazione commerciale del lavoro.

## Trama
Luogo: Roma Antica

### Atto I
Nel momento in cui è ambientata la vicenda, Roma è retta da un collegio decemvirale, formato da dieci patrizi, già resisi colpevoli di molti eccessi e ingiustizie nei confronti della plebe, tra cui l'uccisione ingiusta di Siccio Dentato, il cui funerale viene deriso da un coro di patrizi nella scena iniziale. L'antagonista della vicenda è Appio Claudio Crasso (tenore), capo dei decemviri, e follemente innamorato di Virginia (soprano), una giovane plebea. Dopo aver tentato di possederla cercando di corrompere la nutrice Tullia (mezzosoprano) tramite il suo cliente Marco (baritono), decide di fare un'ultima prova presentandosi direttamente a casa sua.
Sdegnata, Virginia rifiuta ogni proposta di Appio, ricordandogli che aveva approvato lui stesso un legge che vietava i matrimoni tra patrizi e plebei. I rifiuti di Virginia mettono quindi Appio in allarme, che comprende che dev'esserci un rivale: non tarda infatti a comparire il promesso sposo di Virginia, Icilio (tenore), già suo nemico personale. Ora i due hanno una ragione in più per odiarsi a vicenda, mentre l'uno giura di difendere Virginia ad ogni costo e l'altro di possederla. 

### Atto II
Avvertito per il tramite del congiunto Valerio (tenore), il soldato Virginio (basso), padre di Virginia, è finalmente riuscito a tornare a Roma per difendere la figlia dalle minacce di Appio, nonostante questi avesse cercato con un intrigo di farlo rimanere forzatamente al campo.
Virginio quindi decide per proteggere sua figlia di farle subito sposare Icilio, in modo da fornirle un appoggio su cui contare.
I due amanti sono al settimo cielo, ma giunti al Tempio d'Imene, le celebrazioni vengono fermate da Marco. Su ordine di Appio, comincia ad affermare che Virginia è una sua schiava e non la figlia di Virginio. Appio, accorso vedendo il disordine, finge di essere imparziale e decide di giudicare il caso l'indomani. Icilio è tuttavia il primo a scagliarsi contro Marco e Appio accusandoli di frode nei confronti di Virginia e minacciando più volte di snudare la spada. Virginio invece tuona contro la decadenza dei costumi romani.

### Atto III
Durante la notte, nella sua stanza, Appio riflette su come neutralizzare Icilio, avversario troppo pericoloso a causa del suo forte ascendente sulla plebe. Con il pretesto di una promozione a pretore, Appio cerca di mandare Icilio in guerra contro i Volsci, ma questi ne smaschera le ipocrisie e, sdegnato, rifiuta di lasciare indifesa Virginia andando via da Roma.
Giunto il mattino, Virginia si accinge a lasciare la casa paterna forse per sempre e lamenta il suo triste destino. Giunge allora Valerio inorridito, annunciando che è stato appena trovato il cadavere di Icilio. Intuendo che fosse stata opera di Appio, si avviano al Foro senza speranze.
Al Foro, tra una folla di littori e di plebei, si avanza Appio annunciando la sua sentenza: la madre di Virginia per nascondere un aborto aveva sottratto una schiava dalla casa di Marco e l'aveva chiamata Virginia; Virginio non ne sapeva nulla. La sentenza, orchestrata ad arte con testimoni comprati lascia tutti allibiti. Virginio allora, colpito da un'idea orribile comincia a supplicare falsamente Appio di concedergli di abbracciare un'ultima volta la figlia. Dopo un lungo abbraccio, in cui Virginia piange a dirotto, Virginio è commosso e terrorizzato allo stesso tempo ed Appio esulta, arriva il momento dell'addio. In quell'istante, Virginio estrae rapido un pugnale e uccide la figlia davanti a tutti. Il coraggioso gesto fa scoppiare all'istante una terribile rivolta dei plebei contro i patrizi, che porterà poi alla restaurazione della repubblica e alla soppressione del collegio decemvirale.

## Struttura musicale
- Preludio

### Atto I
- N. 1 - Introduzione e Cavatina Appio Qui Roma gli eletti suoi figli raduna - Ah! tant'oltre non credea (Coro, Appio, Marco)
- N. 2 - Coro e Cavatina Virginia Là, della madre innanzi all'urna - Sulle materne ceneri (Coro, Tullia, Virginia)
- N. 3 - Finale I Ah! non è vero, ascoltami (Appio, Virginia, Icilio)

### Atto II
- N. 4 - Cavatina Virginio Oh! quante volte reduce (Virginio, Virginia, Tullia)
- N. 5 - Duetto Icilio e Virginia Allor che avvinti sarem dai Numi (Icilio, Virginia, Tullia, Coro)
- N. 6 - Finale II Dallo stellato empireo - Oh tempi iniqui!...o iniqui mostri!... - Prima Icilio trafitto ed esangue (Coro, Marco, Virginia, Tullia, Icilio, Appio, Virginio, Valerio)

### Atto III
- N. 7 - Duetto Appio e Icilio Si opporrebbe, è ver, la legge
- N. 8 - Duetto Virginia e Virginio Sacri penati, ah! l'ultimo (Virginia, Virginio, Tullia, Coro, Valerio)
- N. 9 - Finale III In vestimenti squallidi - All'empia sentenza le vene mi stringe - Ch'io t'annodi al core infranto (Coro, Appio, Virginio, Virginia, Marco, Tullia, Valerio)

## Discografia
| Anno | Cast (Virginia, Appio, Virginio, Icilio, Marco)                                                     | Direttore, Orchestra e Coro                                                                             | Etichetta                                 |
| ---- | --------------------------------------------------------------------------------------------------- | --- | ----------------------------------------- |
| 1976 | Janet Price, Bonaventura Bottone, Christian du Plessis, Maurice Arthur, John Tomlinson              | James Judd, Belfast Orchestra and Chorus (Registrazione di uno spettacolo a Belfast, 27 novembre)       | Audio CD: Première Opera Ltd. CDNO 2651-2 |
| 2009 | Susan Patterson, Paul Charles Clarke, Stefano Antonucci, Charles Castronovo, Andrew Foster-Williams | Maurizio Benini, London Philharmonic Orchestra and the Geoffrey Mitchell Choir (Registrazione dal vivo) | Audio CD: Opera Rara                      |